# NGC 2507
NGC 2507 é uma galáxia espiral (S0-a) localizada na direcção da constelação de Cancer. Possui uma declinação de +15° 42' 37" e uma ascensão recta de 8 horas, 01 minutos e 37,1 segundos.
A galáxia NGC 2507 foi descoberta em 18 de Março de 1786 por William Herschel.